# Szobri
Szobri (macedónul: Собри) település Észak-Macedóniában, a Délkeleti körzetben, a Valandovói járásban.

## Népesség
| Lakosok száma | 167  | 199  | 244  | 241  | 240  | 248  | 250  | 225  | 180  |
|               | 1948 | 1953 | 1961 | 1971 | 1981 | 1991 | 1994 | 2002 | 2021 |

- 1994-ben 252 lakosa volt.
- 2002-ben 225 lakosa volt, akik közül 222 macedón és 3 egyéb.